# S.W.I.N.E.
S.W.I.N.E. (Strategic Warfare In a Nifty Environment) ist ein Echtzeit-Strategiespiel, das von Stormregion entwickelt und im November 2001 von Fishtank Interactive veröffentlicht wurde. Ende 2005 wurde das Spiel von den Entwicklern zum kostenlosen Download freigegeben. Am 23. Mai 2019 erschien die S.W.I.N.E. HD Remastered Version, von Kite Games entwickelt und mit Assemble Entertainment als Publisher, auf Steam und GOG.

## Handlung
S.W.I.N.E. handelt von einem Krieg zwischen der Hasenarmee und der Schweinearmee. Die Nationalarmee der Schweine hat unter der Führung von General Eisenhauer ohne Warnung die Grenze des Rübenlandes überschritten und zerstörte es in weniger als zwei Wochen. Das Hasenheer schrumpft auf ein Zehntel, mit dem Rest der Hasenarmee muss das Land zurückerobert und General Eisenhauer gestürzt werden.

## Spielablauf
Der Spieler kann sich zwischen zwei Kampagnen mit insgesamt 22 Missionen entscheiden. Die Hasenseite bewältigt zwölf, die Schweinearmee zehn Missionen. Die 3D-Sicht ist frei drehbar. Auch die Höhe der Sicht kann gehoben oder gesenkt werden. Nach jeder erfolgreichen Mission kann sich der Spieler je nach SP (Strategischen Punkten) neue Einheiten kaufen oder seine eigenen aufwerten.
Jede Einheit außer dem Jagdpanzer und dem Spähpanzer verfügt über eine Spezialfähigkeit. So kann sich der leichte Panzer beispielsweise eingraben. Eine weitere Funktion ist, dass man die Spielgeschwindigkeit vom Stillstand über Normalgeschwindigkeit bis zur doppelten Geschwindigkeit steuern kann. Die Landschaften können sich drastisch unterscheiden: Eiswüste, Wüste, Dschungel und weitere. Auch das Wetter ist je nach Mission unterschiedlich, hat jedoch keine Auswirkungen auf das Spiel.
Eine Besonderheit und ein Unterschied zu anderen Strategiespielen ähnlicher Art ist, dass es in S.W.I.N.E. keine Basen gibt. Die vom Spieler dirigierte Armee wird frei über das Spielfeld gesteuert.
Die über 6000 Kommentare der Einheiten passen zu jeder Situation. S.W.I.N.E. lässt sich auch über Internet oder LAN spielen. Am Anfang jeder Kampagne kann sich der Spieler für einen Schwierigkeitsgrad entscheiden.